# Rafael Urriés
Rafael Urriés fue un aristócrata y político español.

## Reseña biográfica
Era hijo del marqués de Ayerbe Pedro María Jordán de Urriés y Fuenbuena y de su segunda mujer, María Juana de Bucarelli y Bucarelli. El mayor de sus hermanos heredó los títulos paternos mientras que Rafael y su hermano Fernando siguieron carreras políticas. Rafael consta desde 1837 como uno de los grandes contribuyentes de Aragón y en tres ocasiones se presentó infructuosamente como candidato a diputado.
En 1833 era alcalde segundo de Zaragoza y en 1838 era alcalde primero, constando que residía en la calle San Gil. En 1843 volvió a serlo al establecerse un ayuntamiento moderado en Zaragoza tras la caída de Espartero. Fue presidente del Consejo Provincial.
Fue jefe político suplente de la provincia de Zaragoza del 17 de marzo de 1847 al 21 de mayo de 1847 y del 29 de octubre de 1848 al 06 de noviembre de 1848. De su gobierno se recuerda particularmente el inicio de la comisión provincial de monumentos.